# Craniella zetlandica
Craniella zetlandica är en svampdjursart som först beskrevs av Carter 1872.  Craniella zetlandica ingår i släktet Craniella och familjen Tetillidae. Inga underarter finns listade i Catalogue of Life.